# Katastrofe
Katastrofe (af græsk κατά/katá (= om, mod, ved) + στροφή/strofí = omdrejning, bogstavelig oversættelse "vendepunkt") betegner en stor og voldsom ulykke, som forårsager megen ødelæggelse og/eller store tab af menneskeliv, dyr og planteliv, fx jordskælv og tsunamier; samt om enhver ulykke, hvor der er flere kommet til skade, end beredskaben har mulighed for at tage sig af.
Ordet kan også bruges om et meget håbløs eller mislykket begivenhed, fx "landsholdets indsats var en katastrofe".

## Eksterne links
- Katastrofekort over Danmark